# Шапошникова, Маргарита Константиновна
Маргарита Константиновна Шапошникова (20 мая 1940, Саратов — 10 июля 2024, Москва) ― советская и российская кларнетистка и саксофонистка, Народная артистка РФ (2005), профессор Российской академии музыки имени Гнесиных.

## Биография
Училась по классу кларнета в Саратовском музыкальном училище (окончила в 1959 году, класс преподавателя А. Урусова), затем ― в ГМПИ имени Гнесиных у А. Л. Штарка и И. П. Мозговенко (окончила в 1964 году), совершенствовалась в ассистентуре-стажировке у Б. А. Дикова.
В 1962 и 1963 годах Шапошникова завоевала вторые премии на Международном конкурсе в Хельсинки и Всесоюзном конкурсе в Ленинграде.
С середины 1960-х годов самостоятельно начала осваивать исполнение на саксофоне, в начале 1970-х прошли первые её сольные выступления. По инициативе Шапошниковой в 1973 году класс саксофона был открыт в ГМПИ имени Гнесиных, где она преподавала до конца своей жизни. Среди её учеников ― лауреаты российских и мировых конкурсов (Сергей Колесов, Никита Зимин, Владимир Устьянцев и др.).
В репертуаре Шапошниковой ― классические произведения для саксофона и многочисленные сочинения, посвящённые ей современными авторами.
Умерла 10 июля 2024 года в Москве в возрасте 84 лет.